# Specie di Buxus
Elenco delle Specie di Buxus:

## A
- Buxus acuminata Müll.Arg.
- Buxus acunae Borhidi & O.Muñiz
- Buxus acutata Friis
- Buxus aneura Urb.
- Buxus arborea Proctor
- Buxus austroyunnanensis Hatus.

## B

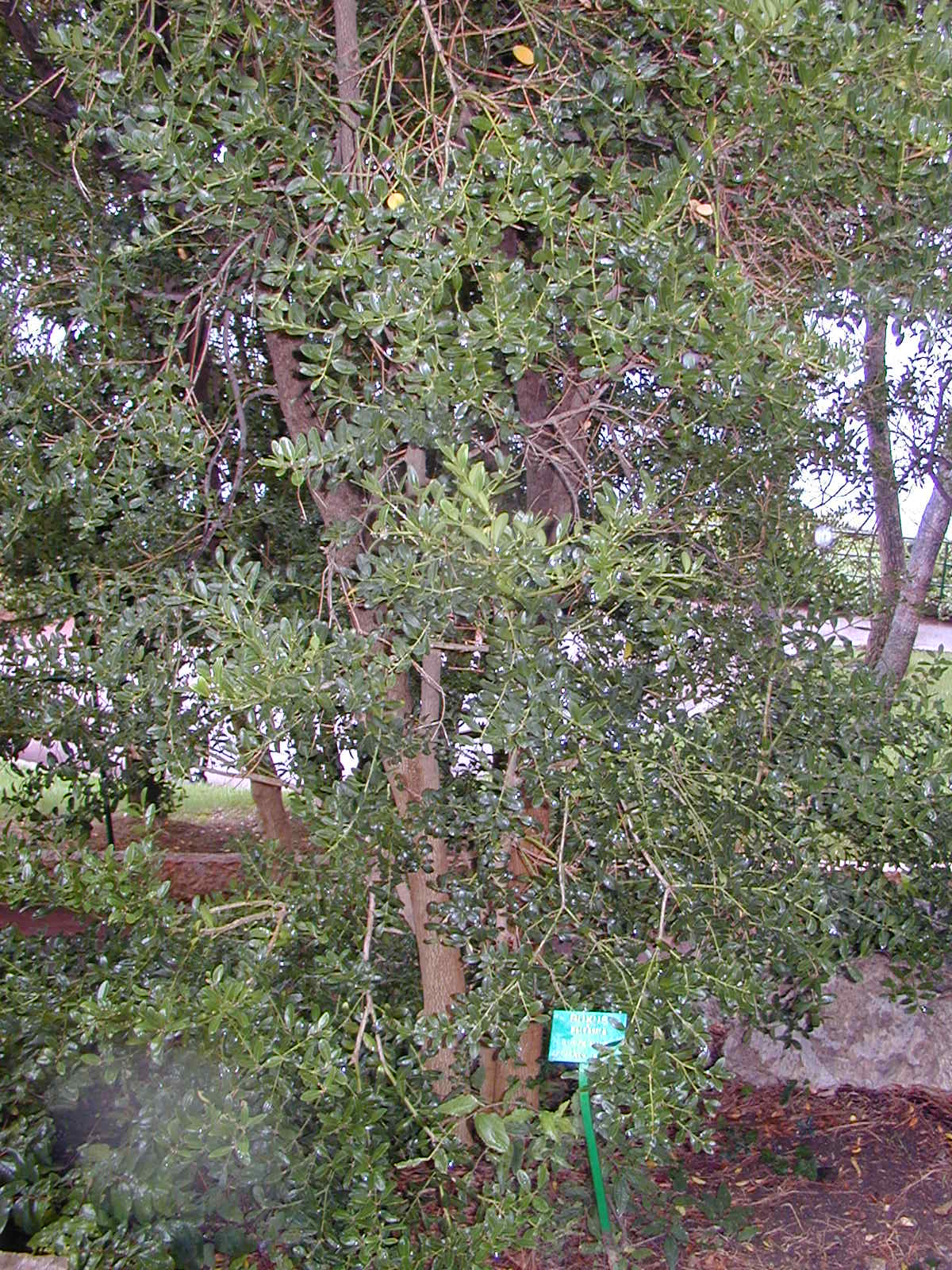
Buxus balearica

- Buxus bahamensis Baker
- Buxus balearica Lam.
- Buxus bartlettii Standl.
- Buxus bartlettii Standl.
- Buxus benguellensis Gilg
- Buxus bissei Eg.Köhler
- Buxus bodinieri H.Lév.
- Buxus braimbridgeorum Eg.Köhler
- Buxus brevipes Urb.

## C
- Buxus calcarea G.E.Schatz & Lowry
- Buxus capuronii G.E.Schatz & Lowry
- Buxus cephalantha H.Lév. & Vaniot
- Buxus cipolinica Lowry & G.E.Schatz
- Buxus citrifolia (Willd.) Spreng.
- Buxus cochinchinensis Pierre ex Gagnep.
- Buxus cordata (Radcl.-Sm.) Friis
- Buxus crassifolia (Britton) Urb.
- Buxus cristalensis Eg.Köhler & P.A.González
- Buxus cubana Baill.

## E
- Buxus ekmanii Urb.
- Buxus excisa Urb.

## F
- Buxus foliosa (Britton) Urb.

## G
- Buxus glomerata Müll.Arg.
- Buxus gonoclada (C.Wright) Müll.Arg.

## H

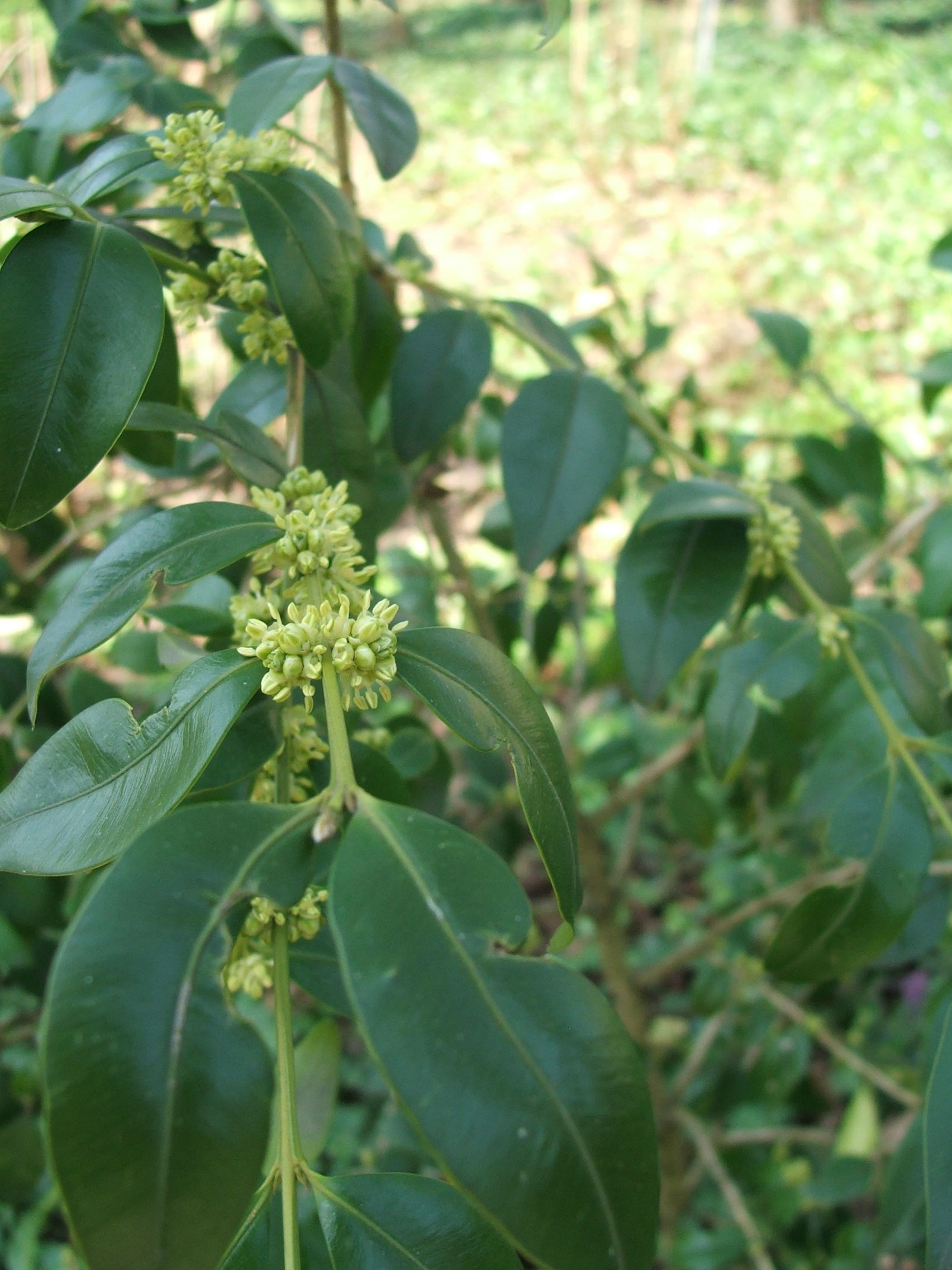
Buxus henryi

- Buxus hainanensis Merr.
- Buxus harlandii Hance
- Buxus hebecarpa Hatus.
- Buxus henryi Mayr
- Buxus hildebrandtii Baill.
- Buxus humbertii G.E.Schatz & Lowry

## I
- Buxus ichagensis Hatus.
- Buxus imbricata Urb.
- Buxus itremoensis G.E.Schatz & Lowry

## J
- Buxus jaucoensis Eg.Köhler

## K
- Buxus koehleri P.A.González & Borsch

## L
- Buxus laevigata Spreng.
- Buxus lancifolia Brandegee
- Buxus latistyla Gagnep.
- Buxus leivae Eg.Köhler
- Buxus linearifolia M.Cheng
- Buxus lisowskii Bamps & Malaisse
- Buxus liukiuensis (Makino) Makino
- Buxus loheri Merr.

## M
- Buxus macowanii Oliv.
- Buxus macrocarpa Capuron

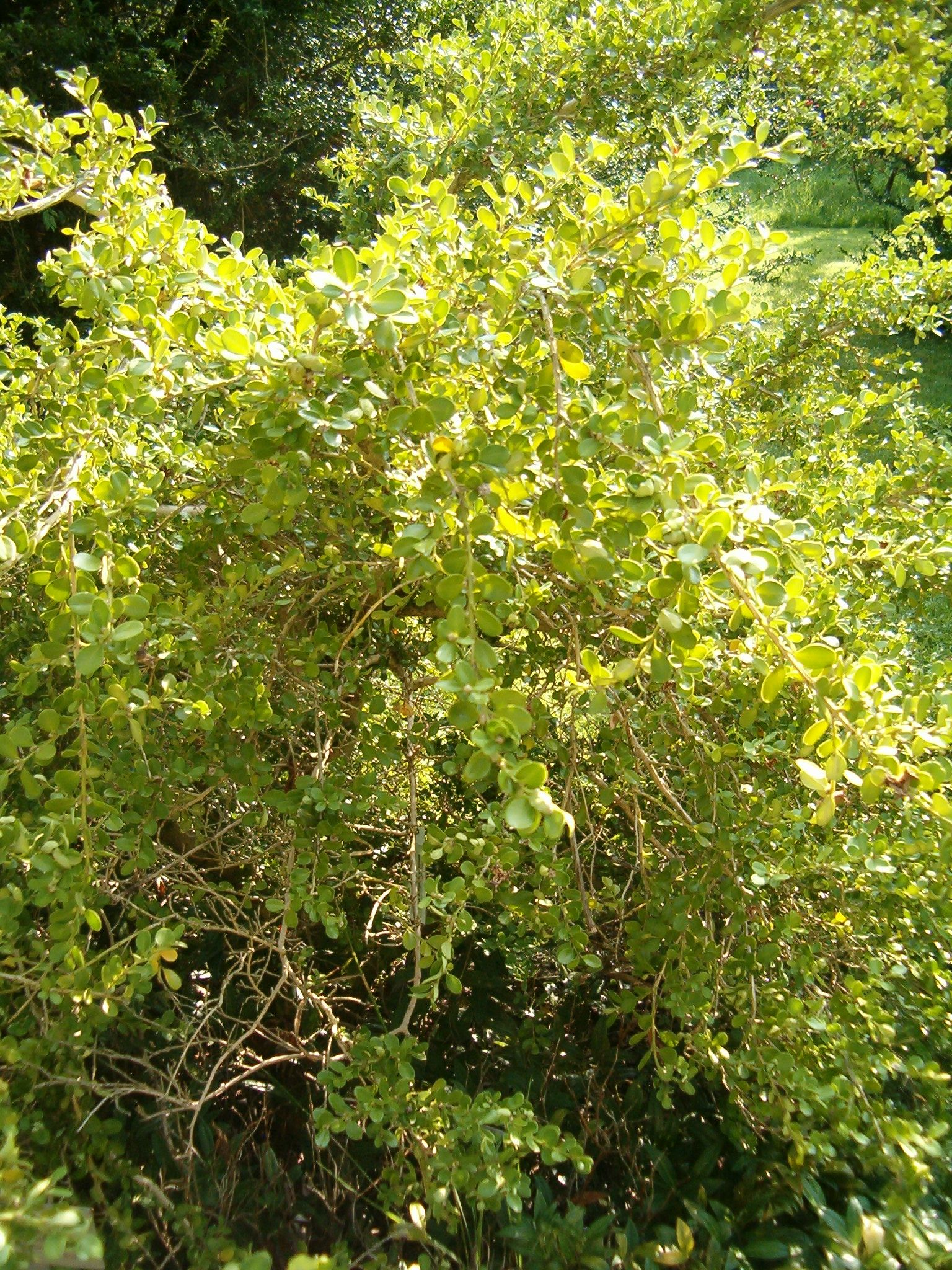
Buxus microphylla.

- Buxus macrophylla (Britton) Fawc. & Rendle
- Buxus madagascarica Baill.
- Buxus malayana Ridl.
- Buxus marginalis (Britton) Urb.
- Buxus megistophylla H.Lév.
- Buxus mexicana Brandegee
- Buxus microphylla Siebold & Zucc.
- Buxus moana Alain
- Buxus moctezumae Eg.Köhler, R.Fernald & Zamudio
- Buxus monticola G.E.Schatz & Lowry
- Buxus moratii G.E.Schatz & Lowry
- Buxus muelleriana Urb.
- Buxus myrica H.Lév.

## N
- Buxus natalensis (Oliv.) Hutch.
- Buxus nipensis Eg.Köhler & P.A.González
- Buxus nyasica Hutch.

## O
- Buxus obtusifolia (Mildbr.) Hutch.
- Buxus olivacea Urb.

## P
- Buxus pachyphylla Merr.
- Buxus papillosa C.K.Schneid.
- Buxus pilosula Urb.
- Buxus portoricensis Alain
- Buxus pseudaneura Eg.Köhler
- Buxus pubescens Greenm.
- Buxus pubifolia Merr.
- Buxus pubiramea Merr. & Chun
- Buxus pulchella Baill.

## R
- Buxus rabenantoandroi G.E.Schatz & Lowry
- Buxus retusa Müll.Arg.
- Buxus revoluta (Britton) Mathou
- Buxus rheedioides Urb.
- Buxus rivularis Merr.
- Buxus rolfei S.Vidal
- Buxus rotundifolia (Britton) Mathou
- Buxus rugulosa Hatus.
- Buxus rupicola Ridl.

## S
- Buxus sclerophylla Eg.Köhler
- Buxus sempervirens L.
- Buxus serpentinicola Eg.Köhler
- Buxus shaferi (Britton) Urb.
- Buxus sinica (Rehder & E.H.Wilson) M.Cheng

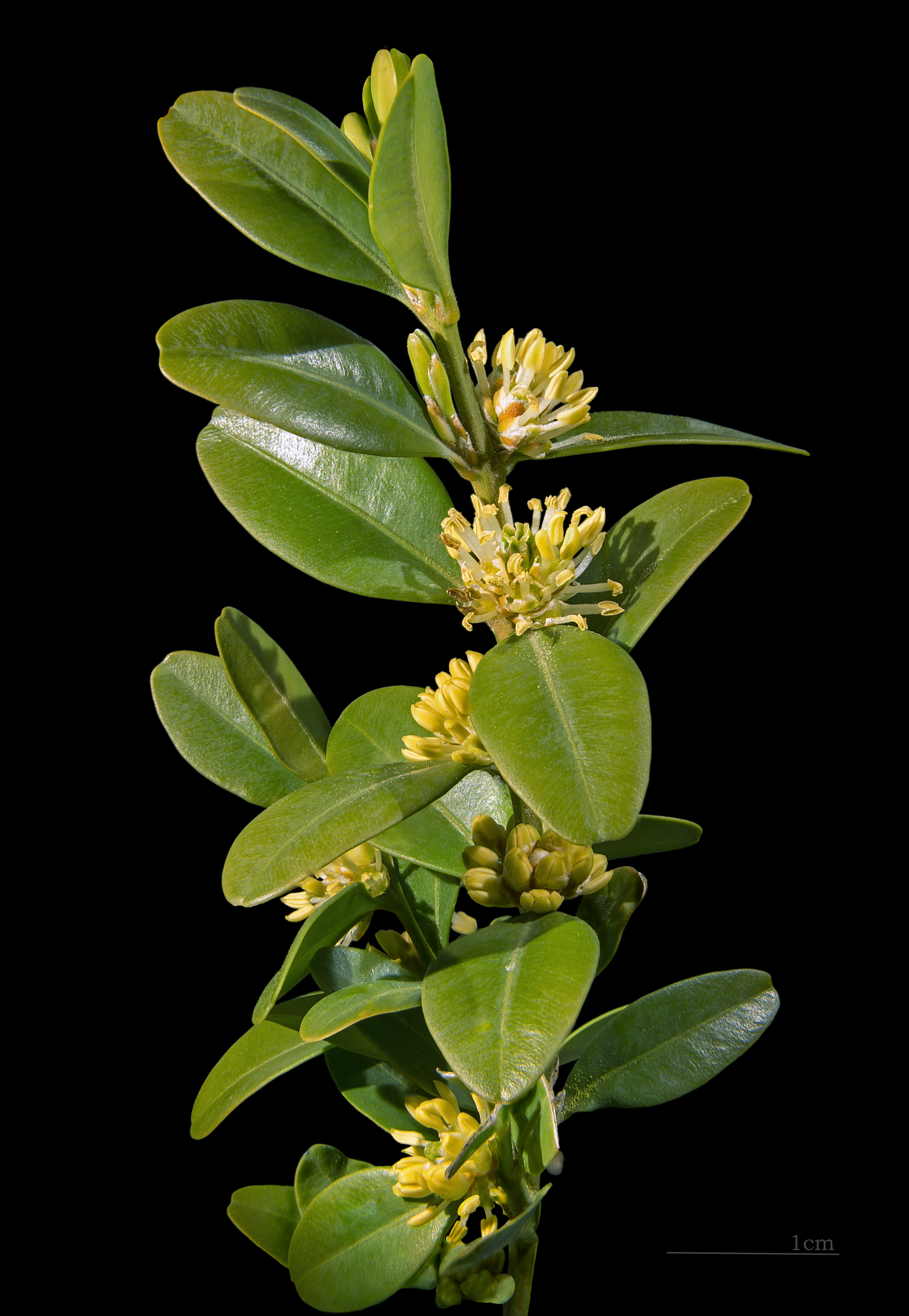
Buxus sempervirens

- Buxus sirindhorniana W.K.Soh, von Sternb., Hodk. & J.Parn.
- Buxus stenophylla Hance
- Buxus subcolumnaris Müll.Arg.

## T
- Buxus triptera Eg.Köhler

## V
- Buxus vaccinioides (Britton) Urb.
- Buxus vahlii Baill.

## W
- Buxus wallichiana Baill.
- Buxus wrightii Müll.Arg.

## Y
- Buxus yunquensis Eg.Köhler